# Rõngu (gemeente)
Rõngu (Estisch: Rõngu vald) was een gemeente in het zuidwesten van de Estlandse provincie Tartumaa. De gemeente telde 2.683 inwoners op 1 januari 2017 en had een oppervlakte van 164,0 km².
In oktober 2017 is de gemeente opgegaan in de gemeente Elva.
De landgemeente telde zeventien nederzettingen, waarvan de hoofdplaats Rõngu en ook Käärdi de status van alevik (vlek) hebben.
De historische kerk van Rõngu (Rõngu Mihkli kirik) is gewijd aan de aartsengel Michaël en dateert uit de 14de eeuw. Na een verbouwing in 1900-1901 is het een neogotisch gebouw.

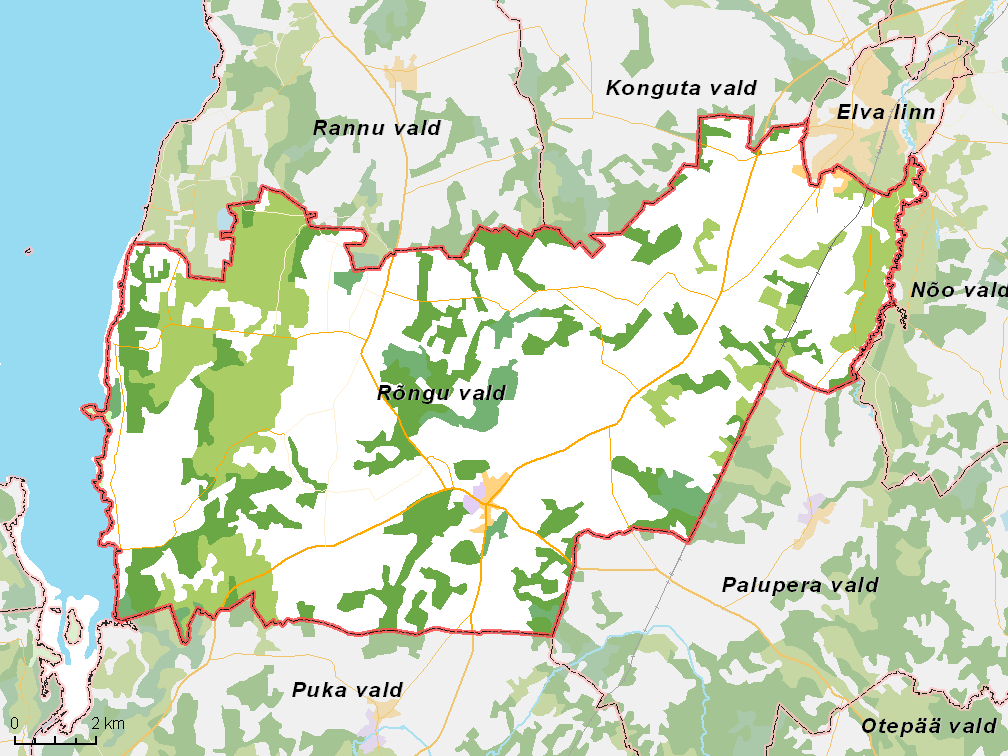
De gemeente met omliggende gemeenten, situatie begin 2017